# Andrej Kiska
Andrej Kiska (Pronunciació eslovaca: [ˈandrej ˈkiska]; n. Poprad, Eslovàquia, 2 de febrer de 1963) és un filantrop, enginyer elèctric, empresari i polític eslovac. Va ser president de la República d'Eslovàquia des del 15 de juny de 2014 fins a 15 de juny de 2019.
Durant les eleccions, va participar com a independent, competint directament contra Robert Fico. En la primera volta va obtenir un 24% dels vots contra el 28% del primer ministre eslovac. Durant la segona volta, realitzada el 29 de març, va obtenir més d'un 60% de les preferències, aconseguint la primera mayorìa